# Bernard Toublanc-Michel
Bernard Toublanc-Michel (auch Bernard T. Michel; * 6. Dezember 1927 in Ancenis; † 22. September 2023) war ein französischer Regisseur.

## Leben
Bernard Toublanc-Michel, geboren 1927 in Ancenis, begann als Regieassistent bei Jacques Demy (Lola), Agnès Varda (Cléo zwischen 5 und 7) und Jean-Luc Godard (Die Geschichte der Nana S., Maskulin feminin).
1964 war er mit Bertrand Tavernier, Charles Bitsch und Claude Berri Regisseur des Episodenfilms Les Baisers. Sein erster eigener Film Es ist so schwer, untreu zu sein lief 1964 auf der Berlinale. Erster größerer Erfolg als Regisseur war 1968 Cinq gars pour Singapour mit Sean Flynn. 
Bernard Toublanc-Michel war der Entdecker des Schauspielers Jean-Claude Dauphin, der sich in Tanjas Geliebter in Ulla Jacobsson verliebt. 1969 entdeckte er Isabelle Adjani für den Film und gab ihr eine Hauptrolle im Jugendfilm Blacky, Abenteuer eines Ausreißers.
Ein nachhaltiger Erfolg wurde sein Thriller Das böse Vergnügen (Le malin plaisir), in dem ein junger Autor (Jacques Weber) in ein Schlangennest eines emanzipierten und kriminellen Frauen-Quintetts, u. a. Claude Jade, Anny Duperey und Mary Marquet, gerät.
Später arbeitete Toublanc-Michel ausschließlich fürs Fernsehen. Neben Serien wie Le provocateur und Anne jour après jour drehte er TV-Spielfilme: 1980 den Krimi La grotte aux loups (Die Wolfshöhle), erneut mit Claude Jade in der Hauptrolle, 1982 die Komödie Allons voir si la rose mit Dany Carrel und 1990 Michigan mélodie mit Edward Meeks.
Bernard Toublanc-Michel starb im September 2023 im Alter von 95 Jahren.

## Filmografie (Auswahl)
- 1964: Les Baisers (Episodenfilm)
- 1964: Es ist so schwer, untreu zu sein (La Difficulté d'être infidèle)
- 1965: L'Or du duc
- 1967: Die Falle von Singapur (Cinq gars pour Singapour)
- 1968: Tanjas Geliebter (Adolphe, ou l'âge tendre)
- 1969: Blacky, Abenteuer eines Ausreißers (Le petit bougnat)
- 1973: Le provocateur (TV-Serie)
- 1975: Das böse Vergnügen (Le malin plaisir)
- 1976: Anne jour après jour (TV-Serie)
- 1980: La grotte aux loups
- 1981: Martine Verdier (TV-Serie)
- 1982: Allons voir si la rose
- 1983: La dernière cigarette
- 1985: Vincente
- 1990: Michigan mélodie